# Croix de cimetière de Selles
La croix de cimetière de Selles est un monument situé à Selles, en France.

## Historique
La croix est datée de la seconde moitié du XVe siècle.
La croix est inscrite comme monument historique depuis le 24 novembre 1961.